# Lenai járás

A Lenai járás az Arhangelszki területen

A Lenai járás (oroszul Ленский муниципальный район) Oroszország egyik járása az Arhangelszki területen. Székhelye Jarenszk.

## Népesség
- 1989-ben 20 488 lakosa volt.
- 2002-ben 16 071 lakosa volt.
- 2010-ben 13 362 lakosa volt.